# Huzziyas
Huzziyas (Huzziyaš) va ser probablement l'últim rei conegut de Zalpuwa.
Anitta, rei de Kussara s'hi va enfrontar, el va vèncer i el va capturar. Anitta va haver de combatre el que sembla que era una aliança militar de països que s'estenien al sud de Zalpa, una aliança on els protagonistes principals eren Huzziyas, rei de Zalpa i Piyusti, rei d'Hattusa.
Sembla que Huzziyas es va convertir en un vassall d'Anitta, ja que aquest afirma que havia recuperat el déu de Nesa que es trobava a Zalpuwa, i el va retornar a Nesa abans de què Huzziyas se sublevés i participés en la coalició contra Anitta. El Text d'Anitta diu: "... totes les terres de Zalpuwa al costat del mar. Antigament Uhna, rei de Zalpuwa, es va endur el nostre déu de Neša a Zalpuwa. Més tard, jo, Anitta, el Gran Rei, vaig portar el nostre déu de Zalpuwa a Neša. Vaig portar Ḫuzziyas, rei de Zalpuwa, viu a Neša". Anitta deia triomfalment que havia fet del "mar de Zalpuwa (el mar Negre) el meu límit [al nord]".
Aquest Huzziyas hauria estat probablement un avantpassat, potser avi, del rei hitita Huzziyas I, que hauria governat l'Imperi Hitita entre els anys 1530 aC i 1525 aC.